# Minrecordita
La minrecordita es un carbonato de la serie de la dolomita, el miembro con  Ca y Zn. Fue descubierta, asociada a dioptasa, en un ejemplar procedente de la mina de Tsumeb (Namibia), que consecuentemente es su localidad tipo. Su nombre es un homenaje a la revista The Mineralogical Récord, representando la colaboración entre mineralogistas profesionales y aficionados. En este yacimiento está asociado sobre todo a dioptasa, y con menos frecuencia a duftita, calcita y malaquita. Se trata de un mineral raro, que se ha encontrado solamente en unos pocos yacimientos en el mundo. Además de en la localidad tipo, aparece en la mina de Preguiça, en Moura, distrito de Berja (Portugal).